# Tim Hellwig
Tim Hellwig (* 30. Juni 1999 in Neustadt an der Weinstraße) ist ein deutscher Triathlet und U23-Vizeweltmeister Triathlon (2021), Deutscher Meister auf der Sprintdistanz (2021) und Olympiasieger Mixed Relay (2024).

## Werdegang
Tim Hellwig wurde 2017 und 2018 Deutscher Juniorenmeister im Triathlon.

### Deutscher Meister Sprint-Triathlon 2021
Im Juni 2021 wurde er in Berlin Deutscher Meister auf der Triathlon-Sprintdistanz. Im August wurde Hellwig in Kanada Vizeweltmeister U23 auf der olympischen Kurzdistanz (1,5 km Schwimmen, 40 km Radfahren und 10 km Laufen).
Im September gewann der 22-Jährige mit dem Hamburg Triathlon das Rennen der Weltmeisterschaftsrennserie 2021 in Deutschland.

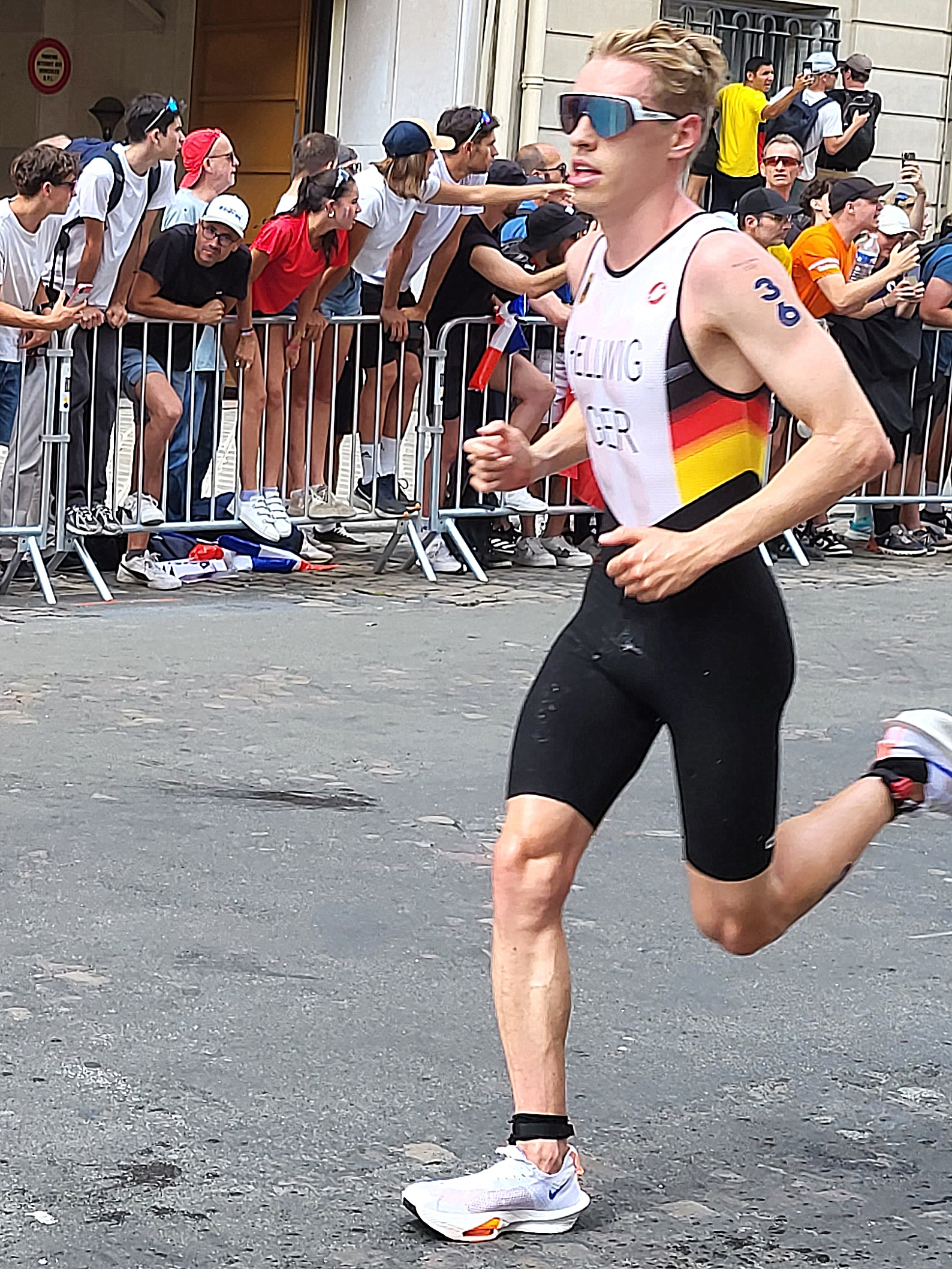
Tim Hellwig im Rennen der Männer bei den Olympischen Sommerspielen im Juli 2024

In der Gesamtwertung der ITU World Championship Series 2022 (Weltmeisterschafts-Rennserie) belegte er als drittbester Deutscher den 21. Rang.
Im Juli 2023 wurde Hellwig in Düsseldorf Deutscher Vizemeister Triathlon-Sprintdistanz und im September belegte er mit seinem zweiten Rang im letzten Rennen der Saison („Grand Final“) im spanischen Pontevedra den achten Rang in der WM-Rennserie.

### Olympische Sommerspiele 2024
Er qualifizierte sich für einen Startplatz bei den Olympischen Spielen 2024 und belegte in Paris als bester Deutscher den 18. Rang. In der gemischten Staffel holte er zusammen mit Laura Lindemann, Lisa Tertsch und Lasse Lührs die Goldmedaille für Deutschland.
Im September wurde er Fünfter bei der Deutschen Meisterschaft auf der Triathlon-Sprintdistanz.

## Auszeichnungen
- Für den Gewinn der Goldmedaille in Paris wurde er zusammen mit Laura Lindemann, Lisa Tertsch und Lasse Lührs am 4. November 2024 vom Bundespräsident Frank-Walter Steinmeier mit dem Silbernen Lorbeerblatt ausgezeichnet.[4][5]
- Saarsportler des Jahres 2023, 2024

## Sportliche Erfolge
| Datum/Jahr    | Rang | Wettbewerb                                                  | Austragungsort | Zeit     | Bemerkung                                                                                                |
| ------------- | ---- | ----------------------------------------------------------- | -------------- | -------- | --- |
| 7. Sep. 2024  | 5    | DTU Deutsche Meisterschaft Triathlon Sprintdistanz          | Hannover       | 00:52:12 | |
| 5. Aug. 2024  | 1    | Olympische Sommerspiele 2024, Mixed Relay                   | Paris          | 01:25:39 | in der gemischten Staffel mit Laura Lindemann, Lisa Tertsch und Lasse Lührs                              |
| 31. Juli 2024 | 18   | Olympische Sommerspiele 2024                                | Paris          | 01:45:29 | |
| 21. Okt. 2023 | 1    | ITU Triathlon World Cup                                     | Tongyeong      | 00:50:25 | |
| 14. Okt. 2023 | 1    | ITU Triathlon World Cup                                     | Chengdu        | 01:44:15 | |
| 23. Sep. 2023 | 2    | ITU World Championship Series 2023                          | Pontevedra     | 01:42:22 | Grand Final                                                                                              |
| 20. Aug. 2023 | 1    | World Triathlon Mixed Relay Series                          | Paris          | 01:12:18 | im Mixed Relay (Staffel) mit Lisa Tertsch, Jonas Schomburg und Laura Lindemann                           |
| 8. Juli 2023  | 2    | DTU Deutsche Meisterschaft Triathlon Sprintdistanz          | Düsseldorf     | 00:51:15 | hinter Lasse Nygaard Priester                                                                            |
| 26. Juni 2022 | 8    | DTU Deutsche Meisterschaft Triathlon Sprintdistanz          | Berlin         | 00:51:42 | hinter Lasse Lührs                                                                                       |
| 23. Apr. 2022 | 1    | ATU Africa Triathlon Cup                                    | Swakopmund     | 00:56:17 | |
| 19. Sep. 2021 | 1    | ITU World Championship Series 2021 Mixed Relay              | Hamburg        | 01:21:39 | in der Staffel mit Laura Lindemann Lasse Nygaard-Priester und Marlene Gomez-Islinger                     |
| 18. Sep. 2021 | 1    | ITU World Championship Series 2021                          | Hamburg        | 00:53:08 | Sprintdistanz (750 m Schwimmen, 20 km Radfahren und 5 km Laufen)                                         |
| 21. Aug. 2021 | 2    | ITU Triathlon World Championship U23                        | Edmonton       | 01:46:51 | Vizeweltmeister U23 auf der olympischen Kurzdistanz (1,5 km Schwimmen, 40 km Radfahren und 10 km Laufen) |
| 5. Juni 2021  | 1    | DTU Deutsche Meisterschaft Triathlon Sprintdistanz          | Berlin         | 00:50:43 | Deutscher Meister Triathlon-Sprintdistanz                                                                |
| 30. Juni 2018 | 1    | DTU Deutsche Meisterschaft Triathlon Sprintdistanz Junioren | Grimma         | 00:53:22 | Deutscher Junioren-Meister Triathlon-Sprintdistanz                                                       |
| 29. Juli 2017 | 1    | DTU Deutsche Meisterschaft Triathlon Sprintdistanz Junioren | Merzig         | 00:54:45 | Deutscher Junioren-Meister Triathlon-Sprintdistanz                                                       |

(DNF – Did Not Finish)